# Rupia indonezyjska
Rupia indonezyjska (indonez. Rupiah Indonesia) – jednostka walutowa Indonezji dzieląca się na 100 senów. Ze względu na wysoki poziom inflacji, monety o nominale niższym niż 50 Rp nie występują w powszechnym obiegu.
Rupia stała się walutą Indonezji w 1949 r. po uzyskaniu niepodległości od Holandii.